# LDN (Lily Allen)
LDN is een nummer van de Britse zangeres Lily Allen uit 2006. Het is de tweede single van haar debuutalbum Alright, Still.

## Achtergrondinformatie
Het nummer was de opvolger van de hit Smile. "LDN" is chattaal voor Londen. De tekst van het nummer stelt de zwartgallige kanten van de Britse hoofdstad aan de kaak. Op een vrolijke melodie zingt Allen dat ze tijdens een fietstocht door Londen allerlei dingen ziet die op het eerste gezicht onschuldig lijken (bijvoorbeeld "A fella looking dapper, and he's sittin' with a slapper"), maar dat eigenlijk niet zijn ("Then I see it's a pimp and his crack whore"). Ook ziet ze een jongen die lijkt een oude mevrouw te helpen met oversteken, maar eigenlijk haar portemonnee steelt. Volgens Allen lijkt Londen op het eerste gezicht mooi, maar heeft de stad een duistere binnenkant. Toch zingt Allen, op mogelijk sarcastische toon, ook hoeveel ze van Londen houdt ("Oh why, oh why, would I wanna be anywhere else?").
"LDN" werd een hit in het Verenigd Koninkrijk en bereikte daar de 6e positie. In het Nederlandse taalgebied was het succes iets bescheidener; met in Nederland een 16e positie in de Tipparade, en in Vlaanderen de 2e positie in de Tipparade.

## Tracklijst
Cd-single
1. "LDN" – 3:13
2. "Naïve" – 3:46
3. "LDN" (Warbox Original Cut dub) – 3:55
4. "LDN" (video) – 3:53

- Muziekdownload

1. "LDN" – 3:13
2. "Nan You're a Window Shopper" – 2:59
3. "Naive" – 3:46
4. "LDN" (acoustic live at Bush Hall) – 3:17

- 7"

1. "LDN" – 3:13
2. "Nan You're a Window Shopper" – 2:59

- 7" - limited edition

1. "LDN" – 3:13
2. "Knock 'Em Out" – 2:54